# Невольно
Невольно (пол. Niewolno, нім. Freihof) — село в Польщі, у гміні Тшемешно Гнезненського повіту Великопольського воєводства.
Населення — 544 особи (2011).
У 1975-1998 роках село належало до Бидгощського воєводства.

## Демографія
Демографічна структура станом на 31 березня 2011 року:
|          | Загалом | Допрацездатний вік | Працездатний вік | Постпрацездатний вік |
| -------- | ------- | ------------------ | ---------------- | -------------------- |
| Чоловіки | 280     | 69                 | 186              | 25                   |
| Жінки    | 264     | 58                 | 152              | 54                   |
| Разом    | 544     | 127                | 338              | 79                   |